# 뮤직에세이 (TJB)
뮤직에세이는 TJB POWER FM에서 박세종 아나운서가 진행하는 대전·세종·충남 전지역에 송출하는 라디오 프로그램이다.

## 진행자
- 박세종

## 역대 진행자
- 김윤정 전 아나운서
- 윤태윤 전 아나운서
- 최승희 아나운서
- 이은수 전 아나운서
- 강병주 아나운서

## 주파수 안내
- 대전, 세종, 논산, 공주, 금산, 계룡 - FM 95.7MHz
- 당진, 서산, 예산, 홍성, 태안 - FM 96.5MHz
- 천안, 아산 - FM 95.5MHz
- 보령, 서천, 부여, 청양 - FM 96.1MHz

## 프로그램 내용

### 매일코너
가요,트로트,팝송 등 다양한 장르의 음악과 시,명언 등을 통해서 청취자 여러분의 마음의 휴식을 선사합니다.

### 주말코너
영화,드라마,뮤지컬 등의 명장면과 명곡